# Браудес, Реувен Ашер
Реувен Ашер Браудес (ивр. רְאוּבֵן אָשֵׁר בּראודס‎; 1851, Вильна — 18 октября 1902, Вена) — еврейский писатель, редактор, публицист.

## Биография
Родился в Вильне. Юность провёл в Одессе, затем жил во Львове, Кракове и Вене.
Автор произведений на иврите. Литературный деятель юга России и империи Габсбургов.
Известна его литературная деятельность во Львове — редактор Ха-Бокер ор (с 1876 года) и еженедельника Идишес вохенблат (с 1894 года).
В 1890-х годах — в Кракове, издавал Ха-Зман.
С 1896 года — в Вене. Редактор немецкоязычного еврейского издания Ди вельт.
По словам исследовательницы Елены Римон, Браудес был «одним из первых ивритских писателей, осваивавших опыт европейского социально-психологического романа».
Произведения Браудеса, главным образом роман «Два полюса» («Две крайности»), неоднократно переиздавались.

## Произведения
- Ха-дат ве-ха-хаим (Религия и жизнь, 1885)
- Shtey ha-Kzavot (Два полюса, 1888)
- Ме-аин у-ле-ан (Откуда и куда, 1891)
- Ширим аттиким (Древние песни)